# Weinmannia bangii
Weinmannia bangii är en tvåhjärtbladig växtart som beskrevs av Henry Hurd Rusby. Weinmannia bangii ingår i släktet Weinmannia och familjen Cunoniaceae. Inga underarter finns listade i Catalogue of Life.